# The Shrouds
The Shrouds är en fransk-kanadensisk skräckfilm, regisserad av David Cronenberg.
Filmen hade världspremiär under filmfestivalen i Cannes 2024, där den deltog i tävlingen om Guldpalmen.

## Rollista (i urval)
- Diane Kruger
- Vincent Cassel
- Guy Pearce